# العلاقات السنغالية السودانية
العلاقات السنغالية السودانية هي العلاقات الثنائية التي تجمع بين السنغال والسودان.

## مقارنة بين البلدين
هذه مقارنة عامة ومرجعية للدولتين:
| وجه المقارنة                                              | السنغال                                              | السودان                     |
| --------------------------------------------------------- | ---------------------------------------------------- | --------------------------- |
| المساحة (كم2)                                             | 196.72 ألف                                           | 1.89 مليون                  |
| عدد السكان (نسمة)                                         | 15.85 مليون                                          | 40.53 مليون                 |
| الكثافة السكانية (ن./كم²)                                 | 80.57                                                | 21.44                       |
| العاصمة                                                   | داكار                                                | الخرطوم                     |
| اللغة الرسمية                                             | لغة فرنسية، اللغة الولوفية، باديارا ‏، اللغة البلنتية | اللغة العربية، لغة إنجليزية |
| العملة                                                    | فرنك غرب أفريقي                                      | جنيه سوداني                 |
| الناتج المحلي الإجمالي (بليون دولار)                      | 16.37 مليار                                          | 117.49 مليار                |
| الناتج المحلي الإجمالي (تعادل القوة الشرائية) بليون دولار | 36.62 مليار                                          | 176.55 مليار                |
| الناتج المحلي الإجمالي الاسمي للفرد دولار أمريكي          | 899                                                  | 2.41 ألف                    |
| الناتج المحلي الإجمالي للفرد دولار أمريكي                 | 2.33 ألف                                             | 4.07 ألف                    |
| مؤشر التنمية البشرية                                      | 0.466                                                | 0.479                       |
| رمز المكالمات الدولي                                      | +221                                                 | +249                        |
| رمز الإنترنت                                              | .sn                                                  | سودان                       |
| المنطقة الزمنية                                           | 00                                                   | ت ع م+03:00، ت ع م+02:00    |

## منظمات دولية مشتركة
يشترك البلدان في عضوية مجموعة من المنظمات الدولية، منها:
| علم المنظمة | اسم المنظمة                                 | تاريخ انضمام السنغال | تاريخ انضمام السودان |
| ----------- | ------------------------------------------- | -------------------- | -------------------- |
|             | الاتحاد البريدي العالمي                     | ?                    | ?                    |
|             | يونسكو                                      | 10 نوفمبر 1960       | 26 نوفمبر 1956       |
|             | البنك الدولي للإنشاء والتعمير               | 31 أغسطس 1962        | 5 سبتمبر 1957        |
|             | البنك الإفريقي للتنمية                      | ?                    | ?                    |
|             | منظمة الشرطة الجنائية الدولية               | ?                    | ?                    |
|             | الأمم المتحدة                               | 28 سبتمبر 1960       | 12 نوفمبر 1956       |
|             | الاتحاد الأفريقي                            | ?                    | ?                    |
|             | مجموعة دول أفريقيا والكاريبي والمحيط الهادئ | ?                    | ?                    |
|             | مؤسسة التنمية الدولية                       | 31 أغسطس 1962        | 24 سبتمبر 1960       |
|             | منظمة التعاون الإسلامي                      | ?                    | ?                    |
|             | وكالة ضمان الاستثمار متعدد الأطراف          | 12 أبريل 1988        | 7 نوفمبر 1991        |
|             | الاتحاد الدولي للاتصالات                    | 15 نوفمبر 1960       | 23 أكتوبر 1957       |
|             | مؤسسة التمويل الدولية                       | 31 أغسطس 1962        | 21 أكتوبر 1960       |
|             | الفريق المعني برصد الأرض                    | ?                    | ?                    |
|             | منظمة حظر الأسلحة الكيميائية                | ?                    | ?                    |
|             | المركز الدولي لتسوية المنازعات الاستشارية   | 21 مايو 1967         | 9 مايو 1973          |

## وصلات خارجية
- موقع وزارة الخارجية السنغالية
- موقع وزارة الخارجية السودانية